# Aliança (Nova Zelanda)
L'Aliança (en anglès: Alliance) fou un partit polític socialdemòcrata neozelandès. Va ser fundat el 1991 com una coalició formada per cinc partits minoritaris i va ser més actiu en la dècada de 1990. La plataforma del partit es basava en la socialdemocràcia i el socialisme democràtic.
Des de les eleccions de 2002 no obtenia representació parlamentària i progressivament perd el vot neozelandès fins a les eleccions de 2011 en què fou votat per tan sols el 0,05% dels votants de la nació.
Es va donar de baixa del registre a petició pròpia el 26 de maig de 2015.

## Resultats electorals
| Any  | Vots    | %     | Escons   | +/- | Govern            |
| ---- | ------- | ----- | -------- | --- | ----------------- |
| 1993 | 350.063 | 18,21 | 2 / 99   | Nou | Oposició          |
| 1996 | 209.347 | 10,10 | 13 / 120 | 11  | Oposició          |
| 1999 | 159.859 | 7,74  | 10 / 120 | 3   | Coalició          |
| 2002 | 25.888  | 1,27  | 0 / 120  | 10  | Extraparlamentari |
| 2005 | 1.641   | 0,07  | 0 / 121  | =   | Extraparlamentari |
| 2008 | 1.721   | 0,08  | 0 / 122  | =   | Extraparlamentari |
| 2011 | 1.209   | 0,05  | 0 / 121  | =   | Extraparlamentari |
| 2014 | 0       | 0.00  | 0 / 121  | =   | Extraparlamentari |

## Líders
|    | Líder                     | Imatge        | Termini   |
| -- | ------------------------- | ------------- | --------- |
| 1  | Jim Anderton              | Jim Anderton  | 1991-1994 |
| 2  | Sandra Lee-Vercoe         |               | 1994-1995 |
| 3  | Jim Anderton              | Jim Anderton  | 1995-2002 |
| 4  | Laila Harré               | Laila Harré   | 2002-2003 |
| 5  | Matt McCarten             |               | 2003-2004 |
| 6  | Jill Ovens (colíder)      | Jill Ovens    | 2005-2006 |
| 7  | Paul Piesse (colíder)     | Paul Piesse   | 2005-2006 |
| 8  | Len Richards (colíder)    |               | 2006      |
| 9  | Victor Billot (colíder)   | Victor Billot | 2006-2008 |
| 10 | Kay Murray (colíder)      |               | 2007-     |
| 11 | Andrew McKenzie (colíder) |               | 2008-2012 |
| 12 | Kevin Campbell (colíder)  |               | 2012-     |